# Психокибернетика
Психокибернетика — прикладная дисциплина, объектом которой является взаимодействие человека и среды как двух систем.

## История

### Предпосылки
Ампер в своем фундаментальном труде «Опыт о философии наук» (1834—1843) ввёл в оборот термин «кибернетика» для обозначения науки об управлении государством, которая должна была направить его деятельность на устроение жизни его граждан. Позже, а именно в 1948 году Норбертом Винером было дано определение кибернетики как науки об общих закономерностях процессов управления и передачи информации в машинах, живых организмах и обществе. Определение Льюиса Кауфмана было достаточно всеохватывающим: «Кибернетика — исследование систем и процессов, которые взаимодействуют сами с собой и воспроизводят себя».
Поскольку кибернетические методы применялись широко (например, метод Обратной связи), накопился опыт использования кибернетических методов в таких областях как психология и нейропсихология, что послужило прологом создания междисциплинарных подходов, а в дальнейшем и самостоятельной науки на стыке нескольких дисциплин: кибернетики, психологии, антропологии, лингвистики, информатики, философии, а также математических теорий вероятностей, хаоса, систем и др.

## Прикладное значение
Прикладное значение психокибернетики в оптимизации взаимодействия между системами. Пример — нахождение Алгоритма Бога.

## Базовый принцип
- Принцип соотносимости Веккера